# Demerje
Demerje je sídlo vesnického charakteru v Chorvatsku, které je součástí města Záhřeb. Nachází se asi 14 km jihozápadně od centra Záhřebu. Je jedním z odlehlých předměstí Záhřebu, ale zároveň i samostatnou vesnicí. V roce 2011 zde žilo celkem 721 obyvatel. Demerje se nachází ve čtvrti Brezovica.
Demerje je známé především díky stejnojmenné mýtné bráně na dálnici A1, která byla vystavěna za účelem odlehčení dopravní situace u mýtné brány Lučko, která je především v létě přetížena. Tato mýtná brána byla vystavěna v roce 2009.

## Sousední sídla
| Růžice kompasu | Donji Stupnik | Hrvatski Leskovac   | Goli Breg                  | Růžice kompasu |
| Růžice kompasu | Horvati       | Sever               | Desprim Drežnik Brezovički | Růžice kompasu |
| Růžice kompasu | Horvati       | Desprim             | Desprim Drežnik Brezovički | Růžice kompasu |
| Růžice kompasu | Horvati       | Jih                 | Desprim Drežnik Brezovički | Růžice kompasu |
| Růžice kompasu |               | Kupinečki Kraljevec | Hudi Bitek Grančari        | Růžice kompasu |